# Dee Jay (Street Fighter)
Dee Jay è un personaggio immaginario appartenente alla serie di videogiochi Street Fighter. Fa la sua prima comparsa in Super Street Fighter II - The New Challengers (1993), dov'è uno dei 4 nuovi combattenti selezionabili dal giocatore.

## Videogiochi
Dee Jay è un lottatore giocabile anche nei seguenti videogiochi:
- Street Fighter Alpha 3
- Street Fighter: The Movie (ver. console)
- Super Street Fighter II Turbo
- Super Street Fighter II Turbo: HD Remix
- Ultra Street Fighter II: The Final Challengers
- Super Street Fighter IV
- Ultra Street Fighter IV
- Street Fighter 6

## Caratteristiche
È uno dei due soli combattenti di colore presenti nel videogioco insieme a Balrog.
È un campione di kickboxing giamaicano, la cui passione principale è però la musica. Nella serie animata lavora come buttafuori in una discoteca, mentre nel film Street Fighter - Sfida finale è alle dipendenze di M. Bison nella Shadoloo.
Il suo nome è l'equivalente di disc jockey.
È esteticamente ispirato dal personaggio Khan del film Il re dei kickboxers, interpretato da Billy Blanks.
Quando vince gli incontri di solito suona le maracas, sorridendo.